# Super Bowl IX
Il Super Bowl IX è stata una partita di football americano tra i campioni della American Football Conference (AFC), i Pittsburgh Steelers e quelli della National Football Conference (NFC), i Minnesota Vikings per decidere il campione della National Football League (NFL) per la stagione 1974. Gli Steelers sconfissero i Vikings con un punteggio di 16–6 vincendo il loro primo Super Bowl. La gara si tenne il 12 gennaio 1975 al Tulane Stadium di New Orleans, Louisiana, l'ultima gara professionistica disputata in quella struttura (la partita avrebbe dovuto inizialmente tenersi al Louisiana Superdome, ma lo stadio non fu completato in tempo utile).
La partita vide scontrarsi due delle migliori difese della lega e due quarterback futuri membri della Pro Football Hall of Fame. Guidati dal quarterback Terry Bradshaw e dalla difesa soprannominata Steel Curtain, gli Steelers raggiunsero il loro primo Super Bowl dopo un bilancio di 10–3–1 nella stagione regolare e vittorie nei playoff contro Buffalo Bills e Oakland Raiders. I Vikings invece erano guidati dal quarterback Fran Tarkenton e dalla difesa chiamata Purple People Eaters; giunsero a disputare il loro secondo Super Bowl consecutivo e il terzo complessivo dopo avere concluso la stagione regolare con un record di 10-4 e avere sconfitto i St. Louis Cardinals e i Los Angeles Rams nei playoff.
Il primo tempo del Super Bowl IX fu una battaglia difensiva, con gli unici due punti che vennero dalla prima safety nella storia del Super Bowl quando Tarkenton fu placcato nella sua end zone. In seguito gli Steelers recuperarono un fumble nel kickoff di avvio del secondo tempo e segnarono col fullback Franco Harris un touchdown dopo una corsa da 9 yard. I Vikings accorciarono a 9–6 all'inizio del quarto periodo bloccando un punt nella end zone di Pittsburgh e segnando un touchdown. Gli Steelers nell'azione seguente percorsero 66 yard di campo e segnarono con Larry Brown il touchdown che li mise al sicuro.
Complessivamente, gli Steelers limitarono i Vikings a un record del Super Bowl di soli nove primi down, 119 yard complessive in attacco, 17 yard corse e nessun touchdown offensivo (gli unici punti di Minnesota vennero dal punt bloccato e non segnò nemmeno l'extra point). Gli Steelers vi riuscirono malgrado l'avere perso i linebacker titolari Andy Russell e Jack Lambert, sostituiti da Ed Bradley e Loren Toews per la maggior parte del secondo tempo. Dal canto suo, Pittsburgh guadagnò 333 yard totali in attacco. Franco Harris, che corse un record dell'evento di 158 yard (più di tutto l'attacco di Minnesota) e un touchdown, fu nominato MVP della gara.

## Formazioni titolari
| Pittsburgh      | Position | Minnesota        |
| --------------- | -------- | ---------------- |
| Attacco         |          |                  |
| Frank Lewis     | WR       | John Gilliam     |
| Jon Kolb        | LT       | Charlie Goodrum  |
| Jim Clack       | LG       | Andy Maurer      |
| Ray Mansfield   | C        | Mick Tingelhoff  |
| Gerry Mullins   | RG       | Ed White         |
| Gordon Gravelle | RT       | Ron Yary         |
| Larry Brown     | TE       | Stu Voigt        |
| Ronnie Shanklin | WR       | Jim Lash         |
| Terry Bradshaw  | QB       | Fran Tarkenton   |
| Rocky Bleier    | FB       | Dave Osborn      |
| Franco Harris   | RB       | Chuck Foreman    |
| Difesa          |          |                  |
| L.C. Greenwood  | LE       | Carl Eller       |
| Joe Greene      | LDT      | Doug Sutherland  |
| Ernie Holmes    | RDT      | Alan Page        |
| Dwight White    | RE       | Jim Marshall     |
| Jack Ham        | LOLB     | Roy Winston      |
| Jack Lambert    | MLB      | Jeff Siemon      |
| Andy Russell    | ROLB     | Wally Hilgenberg |
| J.T. Thomas     | LCB      | Jackie Wallace   |
| Mel Blount      | RCB      | Nate Wright      |
| Mike Wagner     | SS       | Jeff Wright      |
| Glen Edwards    | FS       | Paul Krause      |